# Hylarana
Hylarana är ett släkte av groddjur. Hylarana ingår i familjen egentliga grodor.

## Dottertaxa tillHylarana, i alfabetisk ordning[1]
- Hylarana albolabris
- Hylarana albotuberculata
- Hylarana amnicola
- Hylarana arfaki
- Hylarana asperrima
- Hylarana attigua
- Hylarana aurantiaca
- Hylarana aurata
- Hylarana banjarana
- Hylarana baramica
- Hylarana celebensis
- Hylarana chalconota
- Hylarana chitwanensis
- Hylarana crassiovis
- Hylarana cubitalis
- Hylarana daemeli
- Hylarana darlingi
- Hylarana debussyi
- Hylarana elberti
- Hylarana erythraea
- Hylarana eschatia
- Hylarana everetti
- Hylarana faber
- Hylarana florensis
- Hylarana fonensis
- Hylarana galamensis
- Hylarana garoensis
- Hylarana garritor
- Hylarana glandulosa
- Hylarana gracilis
- Hylarana grandocula
- Hylarana grisea
- Hylarana guentheri
- Hylarana hekouensis
- Hylarana igorota
- Hylarana jimiensis
- Hylarana kampeni
- Hylarana kreffti
- Hylarana labialis
- Hylarana laterimaculata
- Hylarana latouchii
- Hylarana lemairei
- Hylarana leptoglossa
- Hylarana lepus
- Hylarana longipes
- Hylarana luctuosa
- Hylarana luzonensis
- Hylarana macrodactyla
- Hylarana macrops
- Hylarana malabarica
- Hylarana mangyanum
- Hylarana maosonensis
- Hylarana margariana
- Hylarana megalonesa
- Hylarana melanomenta
- Hylarana menglaensis
- Hylarana milleti
- Hylarana milneana
- Hylarana mocquardi
- Hylarana moellendorffi
- Hylarana moluccana
- Hylarana montivaga
- Hylarana mortenseni
- Hylarana nicobariensis
- Hylarana nigrovittata
- Hylarana novaeguineae
- Hylarana occidentalis
- Hylarana papua
- Hylarana parkeriana
- Hylarana parvacola
- Hylarana persimilis
- Hylarana picturata
- Hylarana raniceps
- Hylarana rufipes
- Hylarana scutigera
- Hylarana siberu
- Hylarana signata
- Hylarana similis
- Hylarana spinulosa
- Hylarana supragrisea
- Hylarana taipehensis
- Hylarana temporalis
- Hylarana tipanan
- Hylarana tytleri
- Hylarana waliesa
- Hylarana volkerjane